# 玉佛寺 (清萊)

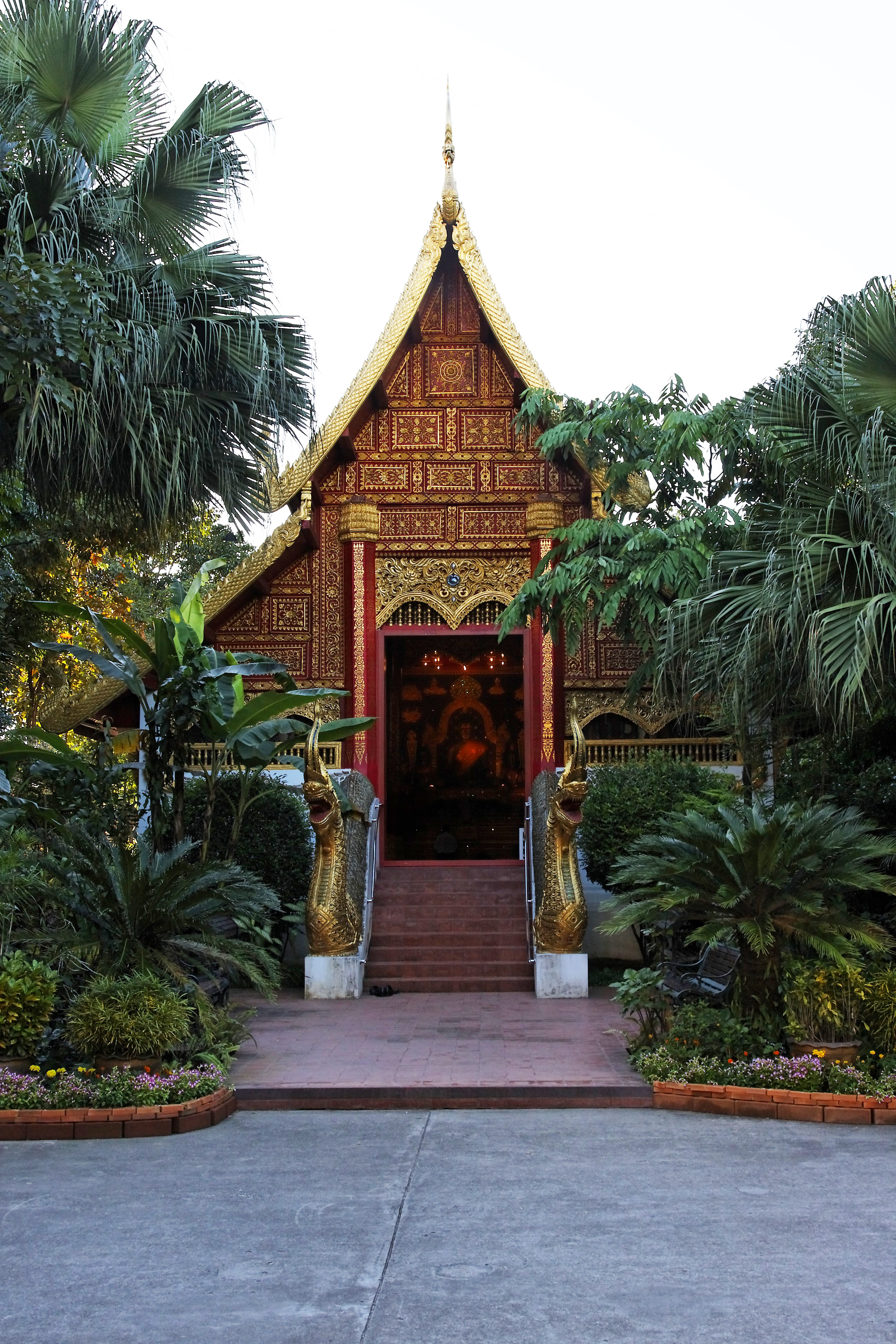
玉佛寺

玉佛寺（泰語：วัดพระแก้ว）位於清萊市的中心西區 Trairat Road，自古以來是當地的佛教聖地。

## 歷史

### 發現玉佛像
在公元1434年，一次閃電擊中該寺廟中的一座佛塔，發現其中藏有一尊玉佛。而「玉佛寺」之名，亦由於在該寺廟中發現玉佛而得名。

### 玉佛的流傳
玉佛被發現後，當時統治泰國北部的蘭納泰王國國王 Sam Fang Kaen（1411年至1441年在位）希望將玉佛運往清迈供奉，但嘗試三次不果，因為運送玉佛的大象每次都將玉佛運至南邦供奉，直至公元1468年終被安放在清迈契迪龍寺供奉。
在1552年玉佛被運到琅勃拉邦（當時灡滄王國）的首都，再至1564年被當時的國王搬至萬象。
玉佛在寮國安座約200年後，在1779年泰國大將昭披耶卻克里（即後來曼谷王朝泰王拉玛一世）攻陷萬象，將玉佛奪回其王國的首府 — 湄南河西側的吞武里府。至1784年3月22日以隆重儀式將玉佛安置在曼谷的玉佛寺，至今已超過200多年。

### 清萊玉佛
在1991年泰國王室為了慶祝王太后90歲生日，依照原來玉佛的式樣，採用加拿大青玉，運往中國北京雕刻，成為目前在清萊玉佛寺的佛像。

## 其他佛像
该寺庙还放置了一尊700年的歷史，由合金材質以印度巴臘藝術鑄造的佛像 Phra Chao Lan Thong，高3.8公尺、寬2公尺，放置在清盛风格的戒堂裡。